# 江川村 (茨城県)
江川村（えがわむら）は茨城県の西部、結城郡に属していた村。

## 地理
現在の結城市の南西部に位置する。
- 河川 ： 西仁連川

## 歴史
村名は、村内を流れる江川に由来する。

### 村域の変遷
- 1889年（明治22年）4月1日 - 町村制施行により、田間村、上成村、武井村（武井宿とも）、北南茂呂村、東茂呂村、七五三場村、大木村（大木町とも）、大町新田が合併して発足。
- 1954年（昭和29年）3月15日 - 絹川村、上山川村とともに結城町に編入。即日市制施行して結城市となる。同日江川村廃止。
- 1980年（昭和55年） - 旧村域の一部（北南茂呂、東茂呂、七五三場の各一部）が三和町に編入。

変遷表
| 1868年 以前 | 1868年 以前      | 明治22年 4月1日 | 昭和29年 3月15日 | 昭和55年      | 平成17年 9月12日 | 現在   |
| ----------- | ---------------- | --------------- | ---------------- | ------------- | ---------------- | ------ |
|             | 田間村           | 江川村          | 結城町 に編入    | 結城市        | 結城市           | 結城市 |
|             | 上成村           | 江川村          | 結城町 に編入    | 結城市        | 結城市           | 結城市 |
|             | 武井村           | 江川村          | 結城町 に編入    | 結城市        | 結城市           | 結城市 |
|             | 北南茂呂村       | 江川村          | 結城町 に編入    | 結城市        | 結城市           | 結城市 |
|             | 東茂呂村         | 江川村          | 結城町 に編入    | 結城市        | 結城市           | 結城市 |
|             | 七五三場村       | 江川村          | 結城町 に編入    | 結城市        | 結城市           | 結城市 |
|             | 大木村           | 江川村          | 結城町 に編入    | 結城市        | 結城市           | 結城市 |
|             | 大町新田         | 江川村          | 結城町 に編入    | 結城市        | 結城市           | 結城市 |
|             | 北南茂呂村の一部 | 江川村          | 結城町 に編入    | 三和町 に編入 | 古河市           | 古河市 |
|             | 東茂呂村の一部   | 江川村          | 結城町 に編入    | 三和町 に編入 | 古河市           | 古河市 |
|             | 七五三場村の一部 | 江川村          | 結城町 に編入    | 三和町 に編入 | 古河市           | 古河市 |

## 大字
- 田間（たま）
- 上成（うえなし）
- 武井（たけい）
- 北南茂呂（ほくなんもろ）
- 東茂呂（ひがしもろ）
- 七五三場（しめば）
- 大木（おおき）
- 大町新田（おおまちしんでん）

## 人口・世帯

### 人口
総数 [単位： 人]
| 1891年（明治24年） | 3,136 |
| 1920年（大正 9年） | 4,655 |
| 1935年（昭和10年） | 5,364 |
| 1950年（昭和25年） | 6,502 |

### 世帯
総数 [単位： 世帯]
| 1920年（大正 9年） | 745   |
| 1935年（昭和10年） | 838   |
| 1950年（昭和25年） | 1,006 |